# Občina Jezersko
Občina Jezersko () je ena od občin v Republiki Sloveniji s središčem na Zgornjem Jezerskem. S svojo severno lego meji na Avstrijo (prelaz Jezerski vrh). Na jugu meji na občino Preddvor. Glavne gospodarske panoge so gozdarstvo, (kmečki) turizem in živinoreja. 
Do leta 1919 je bila del avstrijske dežele Koroške.

## Naselja v občini
Spodnje Jezersko, Zgornje Jezersko

## Naravne znamenitosti
- Slap Čedca
- kamnolom lehnjaka
- lehnjakotvorni izvir na Spodnjem Jezerskem
- izvir Jezerske slatine (Ankov izvir)
- izvir Kokre
- izvir Jezernice
- Ankova slapova
- ledenik pod Skuto
- vaške lipe
- jesenovi drevoredi oz. jesenove meje
- Makekova tisa
- Planšarsko jezero

## Kulturno zgodovinska dediščina
Šenkova domačija, Jenkova kasarna - muzej, Partizanska bolnica Krtina, Stara Cerkev, Cerkev Sv. Andreja, Deželni kamen,
Galerija Zadnikar